# ژو گائوپینگ
ژو گائوپینگ (انگلیسی: Zhou Gaoping؛ زادهٔ ۲۰ اکتبر ۱۹۸۶) بازیکن فوتبال اهل چین است.
وی همچنین در تیم ملی فوتبال زنان چین بازی کرده‌است.